# 伊万·斯皮格
伊万·汤玛斯·斯皮格 （英語：Evan Thomas Spiegel，1990年6月4日—）是美国猶太人互联网创业家。他与鮑比·墨菲联合创办了移动应用Snapchat和色拉布公司。

## 早年
他在斯坦福大学学习产品设计，他提交的Snapchat是作为一个课堂项目。2012年就在毕业前，他从史丹佛大学休學从而专注于Snapchat。他强调谷歌是他所敬仰的公司，因此Snapchat2017年初与google云平台达成5年每年4亿美元的合同，而Snapchat2016年的收入不过才4.045亿美元。

## 個人生活
2014年，與模特兒米蘭達·凱爾在Louis Vuitton紐約晚宴上認識。兩人於2015年開始交往，在2016年訂婚。2017年5月27日，於美國加州完婚。
2018年5月7日，米蘭達誕下兩人的第一個兒子Hart。2019年10月，米蘭達誕下次子Myles。2024年2月27日,誕下三子Kerr。